# Carlota Brabantina de Nassau
Carlota Brabantina de Nassau (em holandês: Charlotte Brabantina; Antuérpia, 17 de setembro de 1580 - Château-Renard, agosto de 1631) foi a quinta filha do príncipe Guilherme I de Orange e da sua terceira esposa, a duquesa Carlota de Bourbon.

## Biografia
A condessa Carlota Brabantina, a sua irmã Isabel e a madrasta de ambas, Luísa de Coligny, viajaram para Paris em 1593. Isabel casou-se com Henri de La Tour d'Auvergne, duque de Bouillon, e, no dia do casamento, Carlota conheceu Claude de La Trémoille, com quem se casou em 1598. O duque morreu apenas seis anos depois, deixando Carlota viúva. Tiveram quatro filhos:
1. Henry de La Trémoille (22 de Dezembro de 1598 – 21 de Janeiro de 1674), casado com a duquesa Marie de La Tour d'Auvergne; com descendência.
2. Charlotte de La Trémoille (1599 - 22 de Março de 1668), casada com James Stanley, Conde de Derby; com descendência.
3. Élisabeth de La Trémoille (1601–1604).|||||||||
4. Frédéric de La Trémoille (1602–1642) conde de Laval.

## Genealogia
| Carlota Brabantina de Nassau | Pai: Guilherme I de Orange | Avô paterno: Guilherme I de Nassau-Dillenburg | Bisavô paterno: João V de Nassau-Vianden-Dietz           |
| Carlota Brabantina de Nassau | Pai: Guilherme I de Orange | Avô paterno: Guilherme I de Nassau-Dillenburg | Bisavó paterna: Isabel de Hesse-Marburg                  |
| Carlota Brabantina de Nassau | Pai: Guilherme I de Orange | Avó paterna: Juliana de Stolberg              | Bisavô paterno: Bodo VIII de Stolberg-Wernigerode        |
| Carlota Brabantina de Nassau | Pai: Guilherme I de Orange | Avó paterna: Juliana de Stolberg              | Bisavó paterna: Ana de Eppstein-Königstein               |
| Carlota Brabantina de Nassau | Mãe: Carlota de Bourbon    | Avô materno: Luís, Duque de Montpensier       | Bisavô materno: Luís de La Roche-sur-Yon                 |
| Carlota Brabantina de Nassau | Mãe: Carlota de Bourbon    | Avô materno: Luís, Duque de Montpensier       | Bisavó materna: Luísa de Bournon, duquesa de Montpensier |
| Carlota Brabantina de Nassau | Mãe: Carlota de Bourbon    | Avó materna: Jaqueline de Longwy              | Bisavô materno: João IV de Longwy                        |
| Carlota Brabantina de Nassau | Mãe: Carlota de Bourbon    | Avó materna: Jaqueline de Longwy              | Bisavó materna: Joana de Angoulême                       |